# Parydra pusilla
Parydra pusilla är en tvåvingeart som först beskrevs av Johann Wilhelm Meigen 1830.  Parydra pusilla ingår i släktet Parydra och familjen vattenflugor. Arten är reproducerande i Sverige. Inga underarter finns listade i Catalogue of Life.